# 3-Nonanol
3-Nonanol ist eine chemische Verbindung aus der Stoffgruppe der aliphatischen Alkohole. Neben dem 3-Nonanol existieren weitere Isomere, zum Beispiel das 1-Nonanol, 2-Nonanol, 4-Nonanol und 5-Nonanol.

## Vorkommen

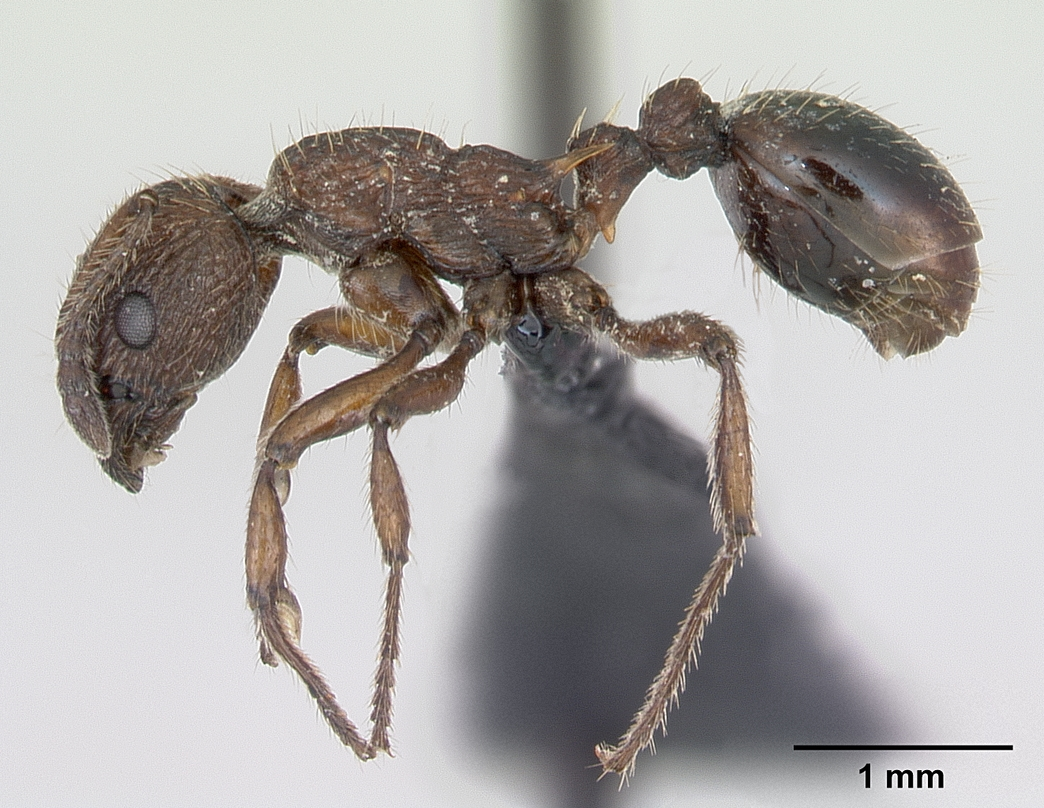
Trockenrasen-Knotenameise (Myrmica scabrinodis)

3-Nonanol kommt natürlich in der Cypressengarbe (Achillea fragrantissima), Grüner Minze (Mentha spicata) Spearmint Öl und der Trockenrasen-Knotenameise (Myrmica scabrinodis) vor.

## Eigenschaften
3-Nonanol ist eine farblose Flüssigkeit, die praktisch unlöslich in Wasser ist.

## Verwendung
3-Nonanol kann als Geruchsstoff für erdige Düfte verwendet werden.